# سیارک ۱۷۵۰۱۷
سیارک ۱۷۵۰۱۷ (به انگلیسی: 175017 Zabori، نامگذاری:2004FW18)۱۷۵۰۱۷مین سیارک کشف شده‌است که در ۲۸ مارس ۲۰۰۴ کشف شد.